# Pécsváradi kistérség
A Pécsváradi kistérség kistérség volt Baranya megyében Pécsvárad központtal. 2013. január 1-től az újjáalakuló Pécsváradi járás vette át a szerepét.

## Települései
| Apátvarasd   | Berkesd  | Erdősmecske | Erzsébet     | Fazekasboda |
| Hidas        | Kátoly   | Kékesd      | Lovászhetény | Martonfa    |
| Mecseknádasd | Nagypall | Óbánya      | Ófalu        | Pécsvárad   |
| Pereked      | Szellő   | Szilágy     | Zengővárkony |             |